# Femellisme

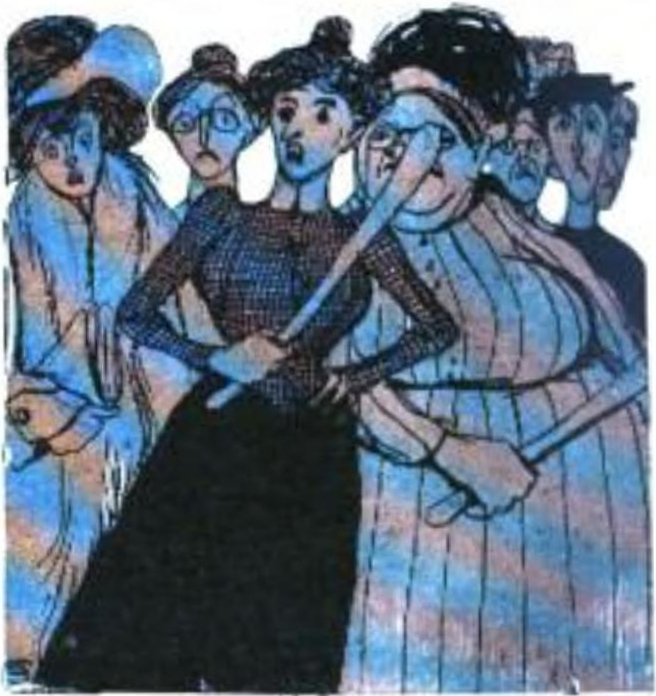
Representació artística de dones feministes violentes, per August Geigenberger

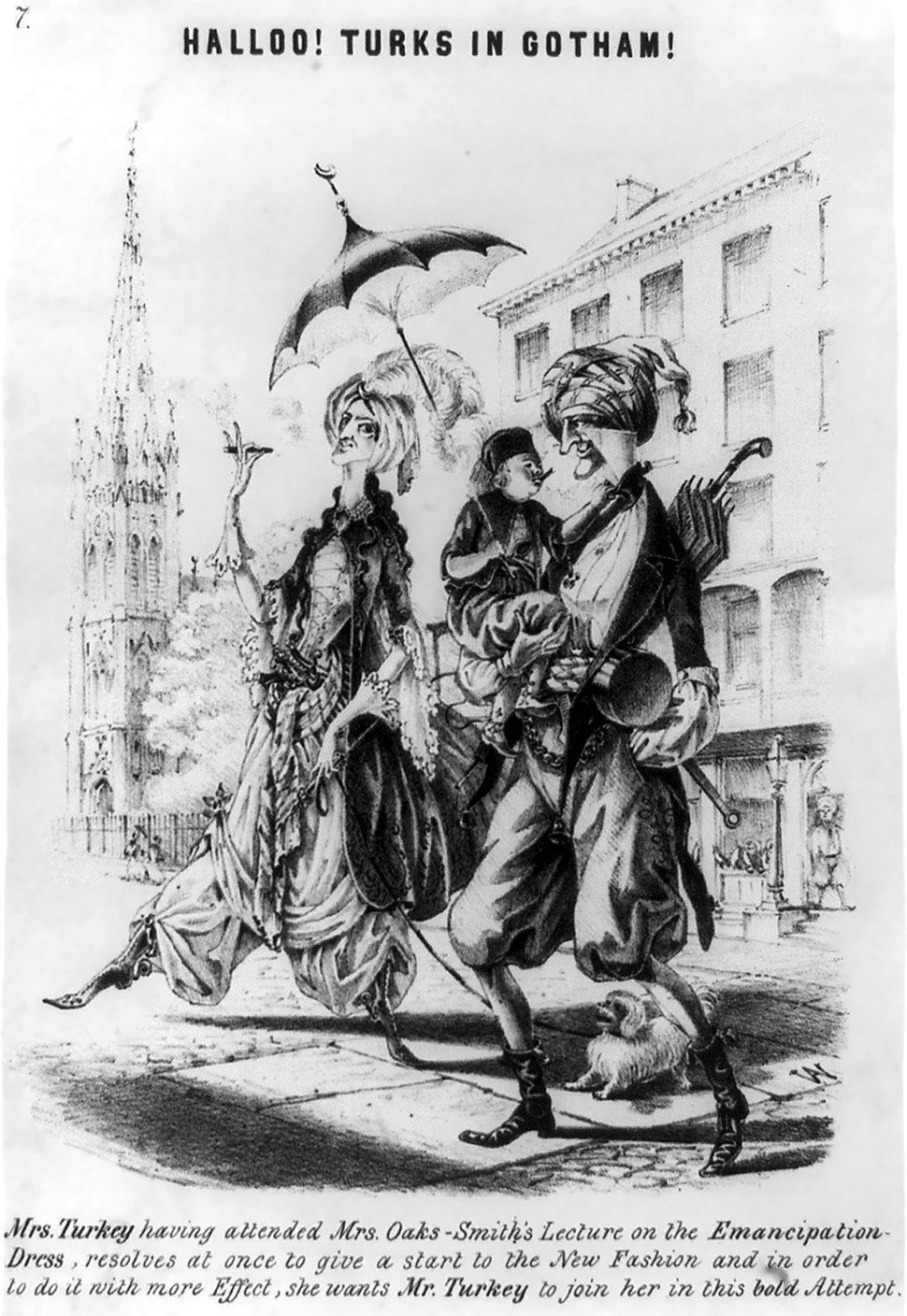
Caricatura que satiritza els costums i rols invertits de la dona i de l'home, 1851

El terme femellisme és un neologisme que pot tenir diferents accepcions. Es pot utilitzar com a sinònim de misàndria o menyspreu envers els homes, així com per a denominar la discriminació sexual contra els homes.
Les discriminacions per qüestió de sexe han existit al llarg de la història i de manera quasi omnipresent en contra de les dones (masclisme). La paraula és un prové del castellà hembrismo, un terme que es formà fa més d'un segle per analogia a machismo. Tot i que l'expressió catalana es fa servir des de fa vint-i-cinc anys pel cap baix, encara no apareix registrat ni als diccionaris ni a l'Observatori de neologia de l'IEC.
Mentre que alguns autors neguen l'existència d'aquesta discriminació, d'altres l'afirmen en contraposició al feminisme (que defensa la igualtat entre homes i dones), tot indicant que algunes accions o actituds d'aquest moviment deriven en discriminació contra el gènere masculí (vegeu, per exemple, el Manifest SCUM). Segons algunes postures feministes, l'ús del terme hauria aparegut exclusivament per la por de certs homes a perdre els privilegis que obtenen gràcies al sistema patriarcal (plasmada en el concepte de feminazisme) i en cap cas a causa d'una misàndria institucionalitzada.